# Sfincter van Oddi
De sfincter van Oddi is een kringspier rondom de papil van Vater waarmee de hoeveelheid vloeistof vanuit de lever, galblaas en alvleesklier geregeld kan worden.  Vernoemd naar de Italiaanse fysioloog Ruggero Oddi. Voedsel in de twaalfvingerige darm brengt een reactie op gang waarmee de galblaas samentrekt en de sfincter van Oddi opent waardoor de zure maaginhoud geneutraliseerd wordt met het basische natriumwaterstofcarbonaat uit de alvleesklier, en gal en enzymen die de spijsvertering verder op gang brengen. 
Na gebruik van morfine neemt de druk in de galgangen fors toe door constrictie van de sfincter van Oddi.
De belangrijkste stimulus voor de relaxatie van de sfincter is het hormoon cholecystokinine (CCK). 
Aandoeningen van deze spier worden gecategoriseerd als SOD type I t/m III (Sphincter of Oddi Disorder).